# Zlatiste
Zlatiste är en bergstopp i Bosnien och Hercegovina.   Den ligger i entiteten Republika Srpska, i den centrala delen av landet, i huvudstaden Sarajevo. Toppen på Zlatiste är 814 meter över havet, eller 14 meter över den omgivande terrängen. Bredden vid basen är 0,22 km.
Terrängen runt Zlatiste är huvudsakligen kuperad, men västerut är den platt. Terrängen runt Zlatiste sluttar västerut. Runt Zlatiste är det ganska tätbefolkat, med 72 invånare per kvadratkilometer.. Närmaste större samhälle är Sarajevo, 4,6 km väster om Zlatiste. 
I omgivningarna runt Zlatiste växer i huvudsak lövfällande lövskog.